# Agop Güllü

Agop Güllü

Agop Güllü (* 1840 in Konstantinopel als Յակոբ Վարդովեան Agop Vartovyan; † 1902 ebenda) war ein armenischer Theaterregisseur. Er spielte eine bestimmende Rolle in der Erneuerung des osmanischen Theaters und in der Entwicklung von Theaterstücken in türkischer Sprache.

## Leben
Agop Güllü war das Kind armenischer Eltern. Noch während seines Dienstes als Verwaltungsbeamter in Balıkhane trat er als Schauspieler dem armenischen Şark Tiyatrosu von Naum Efendi bei (1860–1861). Agop Güllü gründete seine eigene Theatertruppe Vaspuragan in Smyrna und führte dort mit jungen Amateurschauspielern Stücke in armenischer Sprache auf. Er kehrte nach Konstantinopel zurück und spielte bis zu dessen Auflösung im Şark Tiyatrosu weiter. Agop Güllü gründete 1868 das Gedik Paşa Theater. Das Repertoire umfasst mit der Zeit neben Stücken in armenischer Sprache inzwischen auch türkische Stücke. 1870 erwirkte Agop Güllü schließlich bei Âlî Paşa eine Lizenz für zehn Jahre für die Leitung von Theaterstücken in türkischer Sprache (später bekannt als Osmanisches Theater bzw. Tiyatro-i Osmani).
Zwischen 1870 und 1880 inszenierte er europäische Stücke wie auch osmanische von Namık Kemal, Ali Bey, Sami Frashëri, Abdülhak Hamit, Ahmed Midhat Efendi und Ebüzziya Tevfik. Agop Güllü arbeitete mit bekannten türkische Künstlern zusammen wie Kavuklu Hamdi, Ahmed Fehim und Ahmed Necib. Bei der Lizenzvergabe von 1880 wurde er nicht mehr berücksichtigt.
Auf Befehl von Sultan Abdülhamid II. musste Agop Güllü 1882 ins Yıldız Palasttheater eintreten (Mızıka-yı Hümayûn). Er konvertierte schließlich vom Christentum zum Islam und blieb als Yakup Güllü bis zu seinem Tode im Yıldız-Palast.
Agop Güllü war Freimaurer.
Der türkische Hochschullehrer und Dissident Yücel Aşkın ist ein Enkel Güllüs.